# Lexicon (azienda)
Lexicon è un’azienda americana che progetta, produce e commercializza apparecchiature audio con marchio Samsung Electronics; la società alla quale fa capo è la Harman.

## Storia
Nel 1969, Francis F. Lee, professore alla Massachusetts Institute of Technology, e l’ingegnere Chuck Bagnaschi, fondano l’American Data Sciences (azienda che sviluppava dispositivi audio digitali per il monitoraggio cardiaco), che sarebbe stata la precorritrice della Lexicon.
Nel 1971, Francis F. Lee fonda l’azienda Lexicon, con sede a Waltham, Massachusetts. L’azienda è stata acquistata dalla Harman nel 1993.
L’azienda è nota per la creazione dei sistemi audio multi-speaker per la Rolls-Royce Phantom, per la Hyundai Genesis, per la Hyundai Equus e per la Kia K900.

## Dispositivi audio

### Sistemi di amplificazione digitale
- Delta T-101 (1971)
- Delta T-102 (1972)

### Dispositivi di riverbero
- Lexicon 224 (1978)
- Lexicon 224X
- Lexicon 224XL
- Lexicon PCM-60 (1984)
- Lexicon 480L (1986)
- Lexicon PCM-70
- Lexicon PCM-80
- Lexicon PCM-90
- Lexicon PCM-91
- Lexicon 300 (1997)
- Lexicon LXP-1
- Lexicon LXP-2
- Lexicon LXP-15
- Lexicon LXP-15II
- Lexicon MPX1
- Lexicon PCM-96
- Lexicon PCM-96 Surround
- Lexicon MX200

## Evoluzione della Lexicon
Con l’arrivo della Dolby Digital la produzione della serie di CP (preamplificatori audio digitali in grado di amplificare un segnale debole per trasmetterlo ad un amplificatore principale) si sarebbe dovuta arrestare. La serie CP è stata poi rimpiazzata dalla serie DC.

### Preamplificatori (serie DC)
- Lexicon DC-1 (1996)
- Lexicon DC-2 (1999)

Intorno a questi anni la Lexicon introdusse Logic 7, un algoritmo di elaborazione rivoluzionario.
Qualche anno dopo, la Lexicon introdusse una nuova serie MC.

### Preamplificatori (serie MC)
- Lexicon MC-1
- Lexicon MC-12
- Lexicon MC-12b
- Lexicon MC-8
- Lexicon MC-4
- Lexicon MC-14
- Lexicon MC-12HD (2006)
- Lexicon MC-12HDB (2006)

### Ricevitori
- Lexicon RV-5 (2008)
- RV-8

### Amplificatori multicanale
- Lexicon LX
- Lexicon LX-5 (2001)
- Lexicon CX
- Lexicon CX-5 (2003)
- Lexicon CX-7 (2003)
- Lexicon ZX-7 (2006)
- Lexicon RX-7 (2006)
- Lexicon MV-5 (2008)
- Lexicon DD-8 (2011)

### Lettori DVD
- Lexicon RT-20

#### Lettori Blu-ray
- Lexicon BD-30 (2009)

### Sistemi di controllo
- Lexicon 500T (1994)
- Lexicon 700T (1997)
- Lexicon TCM3